# 吉米·卡爾
吉米·卡爾（James Anthony Patrick "Jimmy" Carr）是一位英國喜劇演員、電視主持人和演員。他在2000年出道。他也是英國第四台節目的主持人之一。

## 外部連結
- 官方网站
- Jimmy Carr在互联网电影资料库（IMDb）上的資料（英文）
- Jimmy Carr on Chortle, including forthcoming tour dates （页面存档备份，存于）